# Haarlem (Suriname)
Haarlem is een plaats en voormalige plantage in het district Wanica in Suriname. Het ligt aan de rechteroever van de Saramaccarivier en is via de rivier stroomafwaarts en via de Suralcoweg verbonden met de dorpen Pikien Maisie en Santigron.
Het marrondorp werd in 1973 onder het gezag van granman Alfred Johannes Abonné van de Matawai gebracht. Hij sloot dit akkoord met granman Agbago Aboikoni van de Saramaccaners. In 2019 werden de grenzen tussen Haarlem en verschillende dorpen in de omgeving vastgelegd.
Vanaf medio 1975 werd het dorp aangesloten op elektriciteitsvoorzieningen.

## Plantage
Haarlem werd opgericht als houtgrond. Deze plantage was 500 akkers groot. Eigenaren in de jaren 1820 en 1830 waren de families Vierra, Fernandes en Permiet. De Fernandes' bouwden naar verluidt geen vermogen op tijdens de slavernijperiode. In de 21e eeuw zijn nazaten eigenaar van een lucratief concern dat mede te danken is aan de Coca-Cola-licentie die het bedrijf sinds 1938 in handen heeft.
De Nieuwe Grond · Domburg · Houttuin · Koewarasan · Kwatta · Lelydorp · Saramaccapolder